# Deuda externa de Honduras
La deuda externa de Honduras es la suma de las deudas externas, tanto privadas como pública, que tiene Honduras con entidades o instituciones extranjeras. La cantidad exacta no se sabe con mucha precisión.

## Historia
En 1911 la deuda de Honduras era de US$ 1,000,000 lempira,cuando el presidente Miguel Rafael Dávila Cuéllar. Se da inicio a gestiones en Washington para readecuar mediante un préstamo la deuda contraída durante la administración del Capitán general José María Medina con bancos ingleses y franceses para la construcción del ferrocarril interoceánico. Como resultado de gestiones diplomáticas, la casa financiera estadounidense Pierpont Morgan and Co., ofrece prestar al gobierno de Dávila diez millones de dólares (US$10.000000) para amortizar la deuda. El acuerdo suscrito es conocido como Convenio Knox-Paredes por el nombre de los representantes norteamericano y hondureño: Míster Philander Knox y Juan Paredes. Fue rechazado por las legislaturas de ambos países. Miguel Davila renuncia a su cargo en 1911.
Entre 1924 y 1929 el presidente Miguel Paz Barahona cancelar la deuda con Inglaterra mediante el  (Contrato Alcerro King) "Contrato Alcerro-King" celebrado entre su ministro de Hacienda, el doctor Ramón Alcerro Castro y el representante de los tenedores de bonos de Londres Mr. Arthur William King, este tratado beneficiaba enormemente las condiciones del país, con respecto a la deuda internacional. Mediante Decreto n.º 102 de fecha 3 de abril de 1926 deja de ser el dólar estadounidense (US$) moneda oficial del país; por consiguiente, quedando el Lempira como moneda oficial de la República de Honduras, quedando ratificado el cambio de 2 Lps por 1 dólar.
En 1935 la deuda externa de Honduras era de más de 20 millones, esta deuda fue pagada en su totalidad por el gobernante Tiburcio Carías Andino.
En 1954 el gobierno de Juan Manuel Gálvez canceló la deuda externa en su totalidad.
Honduras contaba en 2007 con una deuda externa (Pública y Privada) de $3,411,957,381 de dólares, en 2014 la deuda externa era de $5,185 millones de dólares. Sus reservas internacionales por otro lado son de US$ 3.019 millones de dólares. En octubre de 2014 la deuda externa de Honduras ascendía a $6,729.3 millones, con lo que en menos de una década se había duplicado.http://www.latribuna.hn/2014/10/28/deuda-externa-de-honduras-sube-a-6729-3-millones/
El 11 % del presupuesto del gobierno para el 2016 estará destinado al pago de la deuda externa (1,200 millones de US $)

## Composición de la deuda externa de Honduras
La deuda externa de Honduras es la suma de la deuda pública de Honduras -la contraída o asumida por el Estado- y  la deuda privada de Honduras -la contraída por particulares: bancos, empresas y familias.
La composición de la Deuda externa de Honduras en 2016 es la siguiente: Deuda externa pública: 30%; Deuda externa privada:70% (bancos 40%, empresas 30%, familias 30%).
El nivel de deuda externa en Honduras alcanzó de nuevo los niveles críticos que mantenía antes de la condonación de parte del Club de París y Banco Interamericano de Desarrollo (BID), según el Foro Social para la Deuda Externa en Honduras (Fosdeh).
Durante el gobierno de Ricardo Maduro (2002- 2006), Honduras alcanzó el punto de culminación de la Iniciativa de Países Pobres Altamente Endeudados (IPPAE) y logró una condonación de 2,000 millones de dólares.
Luego el BID condonó 1,500 millones de dólares en la administración de Manuel Zelaya, 3,500 millones en ambos periodos, quedando una deuda externa de 1,300 millones de dólares.

El saldo de la deuda equivalió a 40.2% en relación con el producto interno bruto en 2017, mientras que esperan un 40.8% para este año, 41.5% en 2019 y 41.8% en el año 2020.

## Objetivo de la deuda externa de Honduras

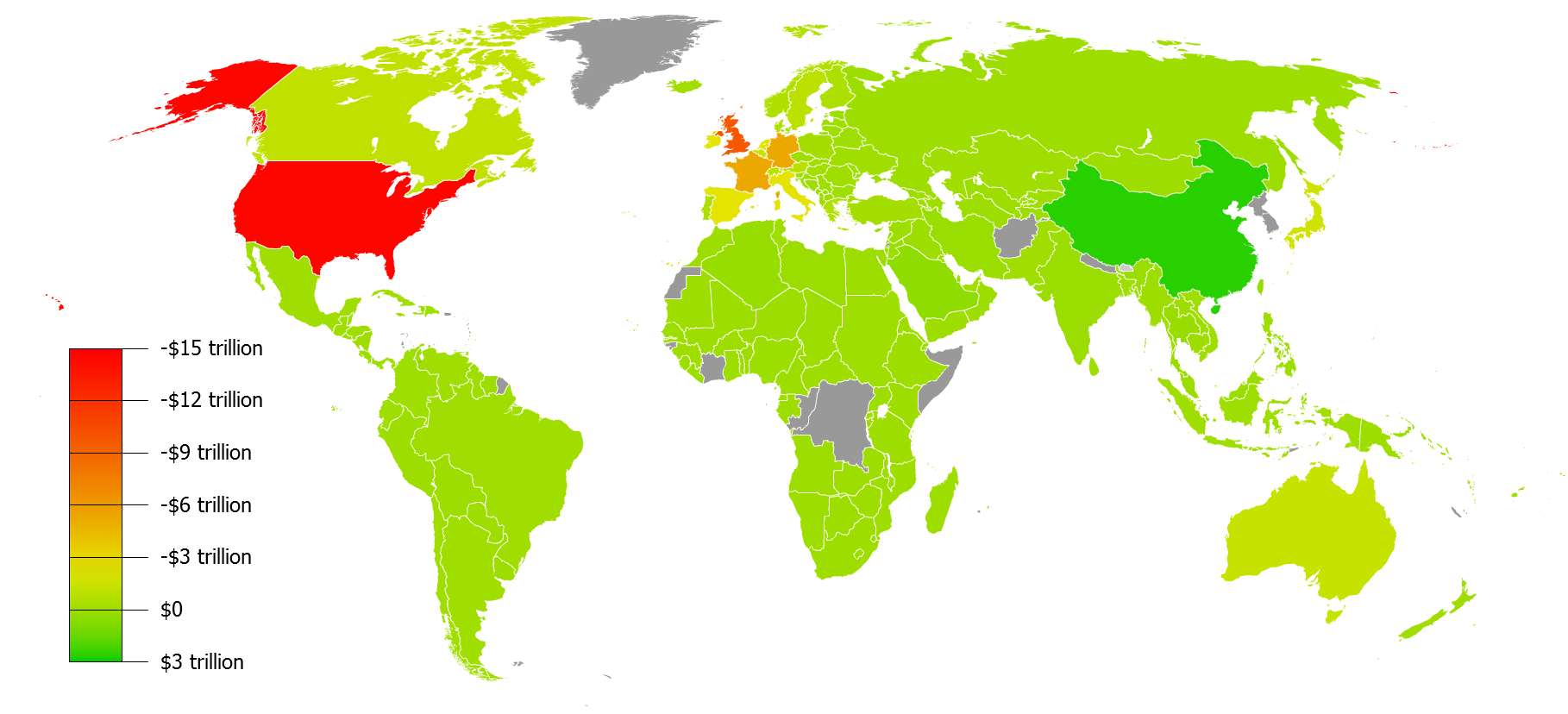
Mapa de países por reservas en moneda extranjera y oro menos la deuda externa sobre la base de datos de 2010 la CIA Factbook

El principal argumento para que un país contraiga una deuda es que teóricamente permite conservar los recursos propios y recibir recursos ajenos para explotar, procesar o producir nuevos bienes y servicios. Sin embargo, se vuelve un problema cuando dicho dinero no se utiliza en aquello para lo que fue solicitado, cuando se usa de manera ineficiente o cuando las condiciones de devolución se endurecen (principalmente a causa de anteriores incumplimientos del deudor).

## La deuda externa en Honduras
En Honduras, según la Red Ciudadana por la Abolición de la Deuda Externa, la deuda era de 50.000 millones de dólares en 1970. En una década, la deuda creció hasta 560.000 millones de dólares, aunque aún era asumible si se hubieran mantenido los términos en los que fue contratada.
En los años noventa, la deuda se convirtió en impagable y alcanzó tales proporciones que se convirtió en uno de los principales obstáculos para el progreso. En 2005 la mayor parte de esta deuda fue condonada a la mayoría de países altamente endeudados.

## Deuda odiosa
Existe también el concepto de Deuda odiosa, aplicado por primera vez en 1898 para establecer como ilegítima la deuda que Filipinas tenía con España, una vez que España había sido derrotada y perdido su colonia frente a Estados Unidos.
La doctrina de deuda odiosa significa que un pueblo no es responsable de la deuda en que hayan incurrido gobernantes impuestos por la fuerza. Esta doctrina está presente en la discusión de la deuda externa de algunos estados donde la deuda externa ha sido engrosada por dictaduras y gobiernos no representativos, con fines de enriquecimiento personal o corporativo o para la represión social y política. Tal es el caso en la República Argentina.
En 1927, Alexander Sack, profesor de derecho internacional, definía en estos términos la deuda execrable:

Si un poder despótico incurre en una deuda no por las necesidades o los intereses del Estado sino para otorgar mayor fuerza a su régimen despótico, para reprimir a la población que se le enfrenta, etc., esta deuda es odiosa para la población de todo ese país.

El economista Jeff King, luego de aclarar que no es "su" definición sino un resumen de todo cuanto leyó acerca de la deuda execrable u odiosa, la define con precisión:

Deudas odiosas son aquellas contraídas contra los intereses de la población de un país y con el completo conocimiento del acreedor.

## Movimiento por la abolición de la deuda
A partir de los años noventa creció a escala internacional un importante movimiento a favor de la abolición de la deuda Externa, ligado al ascenso del movimiento antiglobalización. Uno de sus momentos álgidos fue durante la cumbre del G8 de Birmingham en 1998. Desde entonces el movimiento por la abolición de la deuda ha estado presente en las actividades del movimiento antiglobalización y en el Foro Social Mundial. En 2008, diez años después de la cumbre de Birmingham, a modo de balance de la trayectoria del movimiento, la autora y activista antiglobalización Esther Vivas señaló que: “las protestas contra la deuda consiguieron algunos avances, especialmente, en el terreno de lo simbólico y en la percepción que la sociedad tenía de esta problemática. En los países acreedores, se difundieron las causas y las consecuencias de su pago y los vínculos con la pobreza. Mientras que en los países deudores, se puso énfasis en la responsabilidad de las instituciones internacionales en la generación y el mantenimiento de esta deuda. Sin embargo, en el terreno institucional, más allá de situar la cuestión de la deuda en la agenda política, los cambios conseguidos fueron muy pocos."